# The Old Bookkeeper
The Old Bookkeeper é um filme mudo de 1912 norte-americano em curta-metragem, do gênero drama, dirigido por D. W. Griffith e estrelado por Blanche Sweet.

## Elenco
- W. Chrystie Miller
- Edwin August
- Blanche Sweet
- Edward Dillon
- Charles Gorman
- Harry Hyde
- J. Jiquel Lanoe
- Adolph Lestina
- Joseph McDermott
- Alfred Paget
- Vivian Prescott
- W. C. Robinson
- Jackie Saunders
- Kate Toncray (não confirmada)
- Charles West